# Siemianówka
Siemianówka is een plaats in het Poolse district  Hajnowski, woiwodschap Podlachië. De plaats maakt deel uit van de gemeente Narewka en telt 660 inwoners.